# Шодт, Фредерик
Фредерик Л. Шодт (англ. Frederik L. Schodt, род. 22 января 1950 года) — американский писатель и переводчик, автор книг о культуре Японии, об аниме и манге. Его наиболее известной работой является книга о манге «Манга! Манга! Мир японских комиксов», опубликованная в 1983 году. Книга претерпела несколько переизданий, а введение к ней написал известный мангака Осаму Тэдзука. В 2000 году Шодт был награждён Культурной премией Осаму Тэдзуки за значительный «вклад в культуру манги». В 2009 году получил японский Орден Восходящего солнца.

## Биография
Отец Шодта находился на дипломатической службе, поэтому мальчик рос в Норвегии, Австралии и Японии. В 1965 году, когда мальчику исполнилось пятнадцать, его семья переехала в Японию. Они покинули страну в 1967 году, но Шодт остался и окончил школу в Токио в 1968 году. Будучи уже студентом Калифорнийского университета, Шодт снова вернулся в Японию, где целенаправленно изучал японский язык в Международном христианском университете (I.C.U.) в течение полутора лет. Окончив Калифорнийский университет в 1972 году, Шодт сменил несколько профессий и в конечном итоге стал работать в Лос-Анджелесе гидом японских туристов. Как-то раз Шодту пришлось выполнять функции переводчика, после чего он решил заняться этой деятельностью. Шодт понял, что для этого нуждается в дополнительном образовании. В 1975 году, получив стипендию министерства образования, он вернулся в I.C.U., где освоил профессию переводчика. Шодт окончил учёбу в 1977 году. Тогда же вместе с друзьями он увлекся переводами манги, но быстро осознал, что нет надежды на её публикацию в США в связи с низкой популярностью. Шодт понял, что первоначально нужно познакомить англоязычных читателей с этим феноменом. В 1978 он вернулся в США, где с тех пор работает как переводчик, а также пишет книги.

## Публикации
- Manga! Manga! The World of Japanese Comics (1983)
- Inside the Robot Kingdom: Japan, Mechatronics, and the Coming Robotopia (1988)
- America and the Four Japans: Friend, Foe, Model, Mirror (1994)
- Dreamland Japan: Writings on Modern Manga (1996)
- Native American in the Land of the Shogun: Ranald MacDonald and the Opening of Japan (2003)
- The Astro Boy Essays: Osamu Tezuka, Mighty Atom, and the Manga/Anime Revolution (2007)

## Переводы манги
- Astro Boy[5]
- Hi no Tori[5]
- Ghost in the Shell[2]
- Ghost in the Shell 2: Man/Machine Interface[6]
- Barefoot Gen[2]
- Pluto[2]